# Социјалдемократска странка (Србија)
Социјалдемократска странка (скраћено СДС) социјалдемократска је политичка странка у Србији.
Странку је основао Борис Тадић, који је раније био председник Демократске странке и председник Србије. У периоду од јуна до октобра 2014. године, назив странке био је Нова демократска странка — Зелени (скраћено НДС). У мају 2019. странка је формирала синдикат са Демократском странком и Заједно за Србију. Подржава приступање Србије Европској унији и чланица је Прогресивне алијансе.

## Историја
Већ крајем 2012. године, након преласка у опозицију Демократске странке (ДС), кад је Драган Ђилас постао председник Демократске странке, а Борис Тадић почасни председник почеле су поделе унутар ДС-а. Уочи парламентарних избора 2014. Борис Тадић је покушао да поврати власт у странци али без успеха и из тог разлога почетком фебруара заједно са шест посланика напустио је ДС и отпочео формирање нове странке.
Страначки идеолошки вођа је бивши председник Србије Борис Тадић, изабран 2014. године на чело странке. На парламентарним изборима 2014. странка је учествовала у коалицији и освојила девет посланичких места у Народној скупштини. У марту 2014. формиран је посланички клуб тадашње нерегистроване Нове демократске странке (НДС) од четири бивша посланика ДС-а и једног посланика Демократског савеза Хрвата у Војводини (ДСХВ), тиме је НДС добила пет посланика у Скупштини АП Војводине.
У априлу 2014. је најављено из руководства тадашње нерегистроване НДС и Зелених Србије (ЗС) да су отпочели процес раздвајања; ЗС су вратили своје старо име а тадашња нерегистрована НДС је регистрована као нова странка у регистру политичких странака. Разлог раздвајања је постигнут циљ и улазак у Народну скупштину, тадашње нерегистроване НДС и регистроване странке ЗС. НДС је 2014. ушла 2014 у Народну скупштину и Скупштину АП Војводине, као нерегистрована странка, кроз већ постојећу регистровану странку Зелени Србије која је привремено променила име у Нова демократска странка — Зелени, на такав корак НДС и њен вођа Борис Тадић, одлучила се јер не би успела да се региструје као странка у кратком временском року од почетка политичког деловања 29. јануара 2014. године. Странка је тада ушла у коалицију са регистрованим странкама.
Коалиција око НДС-а ушла је у Народну скупштину и освојила 18 посланичких места, првенствено захваљујући популарности дугогодишње парламентарне странке Лиге социјалдемократа Војводине (ЛСВ), као и популарности њеног председника странке Ненада Чанка, и популарности бившег председника Србије Бориса Тадића. НДС у тренутку парламентарних избора 2014. и након избора није имала усвојен нити статут нити програм странке.
Станка је изашла на изборе у коалицији са странком Заједно за Србију (ЗС) Душана Петровића (која је већ 2013. формирана од дисидената ДС-а), ЛСВ, ЗС, Демократском заједницом војвођанских Мађара (ДЗВМ), Заједно за Војводину (ЗЗВ) и Демократском левицом Рома (ДЛР). РИК-у је пријављена под редним бројем 11. под именом Борис Тадић — Нова демократска странка — Зелени, ЛСВ — Ненад Чанак, Заједно за Србију, VMDK, Заједно за Војводину, Демократска левица Рома.
Први унутарстраначки избори одржани су 4. октобра 2014. године. За председника странке изабран је Борис Тадић. Истог дана званично је име странке промењено у Социјалдемократска странка.
До јануара 2017. СДС имала је четири посланичка места у Народној скупштини. Функционисала је у скупштинском савезу са Народним покретом Србије (НДС), који има једно место.
Дана 10. јануара 2022. године најављено је спајање Демократа Србије, отцепљене фракције од ДС-а, са СДС-ом.

## Председници Социјалдемократске странке
| # | Председник  | Председник | Рођење—смрт | Почетак мандата | Завршетак мандата |
| - | ----------- | ---------- | ----------- | --------------- | ----------------- |
| 1 | Борис Тадић |            | 1958—       | 14. јун 2014.   | на дужности       |

## Резултати на изборима

### Парламентарни избори
| Година | Вођа        | # гласова     | % од важећих  | # посланика | Промена | Коалиција     | Статус        |
| ------ | ----------- | ------------- | ------------- | ----------- | ------- | ------------- | ------------- |
| 2014.  | Борис Тадић | 204.767       | 5,70%         | 9 / 250     | 9       | са ЗЗС—ЛСВ—ЗС | опозиција     |
| 2016.  | Борис Тадић | 189.564       | 5,02%         | 5 / 250     | 4       | са ЛДП—ЛСВ    | опозиција     |
| 2020.  | Борис Тадић | бојкот избора | бојкот избора | 0 / 250     | 5       |               | без посланика |
| 2022.  | Борис Тадић |               |               | 0 / 250     |         | са Новом      |               |

### Председнички избори
| Година | #  | Кандидат      | 1. круг — гласови | %      | 2. круг — гласови | % | Изабран | Напомене                                     |
| ------ | -- | ------------- | ----------------- | ------ | ----------------- | - | ------- | -------------------------------------------- |
| 2017.  | 4. | Вук Јеремић   | 206.676           | 5,66   | —                 | — | изгубио | независни кандидат; подршка                  |
| 2022.  | 2. | Здравко Понош | 698.538           | 18,84% |                   |   | изгубио | кандидат коалиције Уједињена Србија; подршка |

### Избори за одборнике Скупштине града Београда
| Година | # гласова | % од важећих | # посланика | Промена    | Коалиција      | Статус        |
| ------ | --------- | ------------ | ----------- | ---------- | -------------- | ------------- |
| 2014.  | 29.504    | 3,70%        | 0 / 110     | Стагнација | са ЗС          | без посланика |
| 2018.  | 18.826    | 2,30%        | 0 / 110     | Стагнација | са ДС—Нова—ЗЕП | без посланика |
| 2022.  | 26.219    | 2,92%        | 0 / 110     | Стагнација | са Новом       | без посланика |